# Зелена тигрова скарида
Зелените тигрови скариди (Penaeus semisulcatus) са вид висши ракообразни от семейство Бели скариди (Penaeidae).
Таксонът е описан за пръв път от Вилхелм де Хан през 1844 година.